# تبديل الأطر

بحسب نموذج الاتصال المعياري (OSI)، تبديل الأطر (بالإنجليزية: Frame Relay)‏ هي تقنية معياريّة مستخدمة في الشبكات المتباعدة تحدد خصائص الطبقة الفيزيائية وطبقة ربط البيانات لقنوات الاتصال الرقمية العاملة بتقنية تبديل الرزم. في الأصل، طوّرت هذه التقنية لتعمل في بيئة الشبكة الرقمية للخدمات المُتكاملة (ISDN)، لكنّها يمكن أن تستخدم في بيئات أخرى.
بشكل عام، تطبّق مزودات الخدمة تقنية تبديل الأطر لنقل الصوت والبيانات بين الشبكات المحلية والشبكات المُتباعدة باعتبارها تنقيّة تغليف، يتصل كُل مُشترك مع شبكة تبديل الأطر باستخدام خط مُستأجر. حصلت الشبكة على شعبية كبيرة بسبب انخفاض تكلفة استخدامها وسهولة تهيئة المعدات التي تُشغلها.
مع تطوّر تقنيات الإيثرنت عبر الألياف البصرية، والشبكات الخاصّة الافتراضيّة (VPN) ووالتبديل متعدد البروتوكولات (MPLS) تراجع الاعتماد على شبكات تبديل الأطر. لكنها ما تزال تستعمل في المناطق التي لا تملك بنية تحتية لشبكات اتصال مُتقدمة.

## إنظر أيضا
- طبقة وصل البيانات
- اتصال النظم المفتوحة